# 틸란드시아 파우키폴리아
통통틸란드시아(potbelly airplant)는 틸란드시아속에 속한 중앙아메리카, 멕시코 중부와 남부, 베네수엘라, 콜롬비아, 서인도제도, 플로리다주의 토착종이다.
통통틸란드시아는 단일 형태로도, 다발 형태로도 자랄 수 있으며 대개 5-10개의 이파리가 난다. 이파리의 색깔은 연초록, 은초록이며 끝으로 갈수록 짜리몽땅하게 가늘어진다. 통통틸란드시아의 몸통은 다른 틸란드시아와는 달리 크고 도톰하다. 이파리는 털같은 트리콤으로 뒤덮여있는데, 이는 이파리의 표면면적을 늘려서 공기 중에서 영양, 수분을 흡수하는 능력을 극대화한다. 이 식물의 트리콤은 특히 크고 많다. 이러한 형태로 진화한 것은, 다른 틸란드시아에 비해 적은 수분으로도 생존하기 위함인 것으로 보인다.

## 번식
통통틸란드시아는 창백한 분홍색에서 라벤더의 파란색에 이르는 색상을 띄는 꽃을 만들어내는 속씨식물이다. 이 착생식물의 촉은 동물이 수정시킨다. 꿀벌, 딱정벌레, 벌새와 같은 동물들이 낮에, 나방과 박쥐가 밤에 통통틸란드시아의 수분을 돕는다. 이 속씨식물은 수분을 도와준 보상으로 때때로 꽃꿀을 생산한다. 동물 꽃가루매개자들이 이 착생식물을 더 많이 방문할수록 더욱더 다양한 꽃가루로부터의 다양한 유전자를 손에 넣어 더욱 훌륭한 품질의 씨앗을 만들어낼 수 있다.

## 숙주
통통틸란드시아는 다른 식물과 같은 일반적인 뿌리가 없는 관다발 착생식물이다. 이 식물의 뿌리는 거주하는 나무에 몸을 고정시키는 역할을 주로 수행한다. 통통틸란드시아는 플로리다주 남서부에서 발견되며, 주로 slash pine trees에서 서식하지만 딱히 숙주를 가리지는 않아서 다른 나무들에서 자라나는 것들도 많이 발견된다. 통통틸란드시아는 기생물이 아니며, 숙주 나무에 달라붙어 살아갈 뿐이지만, 숫자가 많아지면 부정적인 영향을 끼칠 수 있으며 나무의 특정한 부분의 상태가 악화될 수 있다. 통통틸란드시아가 너무 많이 달라붙은 숙주 나무는 이 때문에 영양 부족에 시달릴 수 있다(Benzing 1978). 통통틸란드시아는 숫자가 많아지면 가지를 부러뜨리고 햇빛을 지나치게 가릴 수 있다.

## 재배품종
- Tillandsia 'Aleta'[15]
- Tillandsia 'Ask Harry'[15]
- Tillandsia 'Asombroso'[15]
- Tillandsia 'Diana'[15]
- Tillandsia 'Frolic'[15]
- Tillandsia 'Humbug'[15]

## 같이 보기
- 바하마 건조림